# Кулар (хребет)
Кула́р — горный хребет на севере Якутии, в Эвено-Бытантайском национальном улусе. 
Протяжённость хребта составляет 380 км, максимальная высота — 1289 м. Кулар сложен сланцами и песчаниками, прорванными на севере гранитами. Хребет глубоко расчленён речными долинами и покрыт горно-тундровой растительностью; в долинах лиственничные тундролесья. Имеются месторождения золота и оловянных руд.
Хребет Кулар является водоразделом рек Яны и Омолой. В районе пересечения хребта и Яны находится посёлок Усть-Куйга. Одноимённый посёлок Кулар лежит в 70 км севернее хребта.